# 2020년 인천 산불
2020년 인천 산불(2020年仁川山火)은 인천광역시 부평구, 연수구, 서구 등지에서 연쇄적으로 일어난 산불이다. 산불의 원인은 부평구의 보각사 부근 천마산 능선에서는 보일러의 취급 부주의에 의한 산불로 보고, 서구의 축곶산 같은 경우 밭두렁을 태우는 과정에 의한 산불이다. 연수구는 원인 미상의 산불이 발생하였다.

## 부평구 산불
부평구에서 일어난 산불은 산곡동의 철마산 뒷켠에 있는 사찰인 보각사에서 2020년 2월 10일 밤 9시 43분 화재가 처음 발생, 인명피해는 없었고, 보각사 시설물 33㎡가 그을리는 등 소방서 추산 530여만 원의 재산 피해가 일어났고, 산림 1,000 제곱미터가 소실되었다. 해당 화재는 1시간 40분만에 진화되었다.

## 서구 산불
2020년 4월 1일 대한민국 인천광역시 서구 가정동의 축곶산에서 밭두렁을 태우는 과정에서 불씨가 튀어 나오면서 이 일대에 화재가 발생되었다.

### 경과
최초 발화 : 2020년 4월 1일 오후 3시 31분쯤, 서구 가정동 100의27 인근 야산에서 산불이 발생하였다.
확산 원인 : 근처의 밭두렁을 태우는 과정에 따라 산불이 발생했는데, 인근에는 주택가와 아파트 등이 밀집해 있었다. 이에 따라 인천시 소방당국은 화재를 진화하기 위해 490여명의 인력을 파견시켰고, 산림청 소속 헬리콥터 1대와 소방용 헬리콥터 2대 등을 화재 현장에 파견하면서 불은 2시간 만에 잡았다.

### 피해 규모
해당 산불에 따른 인명 피해는 없었으며, 산림 0.3 ha(3,000제곱미터)가 전소되었고, 화재의 여파로 서구는 물론 인근의 계양구에서도 연기가 관측되기도 하였다.

## 연수구 산불
2020년 3월 15일 오후 3시쯤 옥련동의 옥련여자고등학교 인근의 연경산에서 산불이 발생, 5시간 반만에 불길을 잡았다. 불이 강풍을 타고 빠른 속도로 번지게 되면서 7ha의 산림이 전소된 것으로 추정된다.

## 원인
전 세계적으로 이슈이자 대유행 붐이 일고 있는 코로나19 범유행의 여파가 일던 와중에 대지가 메마르게 되면서 몹시 건조해지자, 화재가 자주 발생한 것으로 보인다.

## 같이 보기
- 2020년 울주군 산불
- 2020년 춘천 산불
- 2019년 강원도 산불
- 대한민국의 코로나19 범유행
- 롯데케미칼 대산공장 폭발 사고